# Gambierinseln
Die Gambierinseln (anderer Name Mangarevainseln, französisch Îles Gambier) sind ein 43 Inseln umfassender Archipel östlich des 140. Längengrades im Südpazifik, etwa 1800 Kilometer südöstlich von Tahiti. Geographisch gehören die Gambierinseln zum Tuamotu-Archipel, politisch zu Französisch-Polynesien.

## Geographie
Obwohl geographisch zum Tuamotu-Archipel gehörend, zeigen die Gambierinseln ein völlig anderes Landschaftsbild. Im Gegensatz zu den flachen Korallen-Atollen der anderen Tuamotus bestehen die Mangarevainseln aus vulkanischen Gesteinen. Es sind die Überreste des einstigen, inmitten einer mehr als 25 km durchmessenden Lagune gelegenen Zentralvulkans, der von einem Saumriff umgeben ist, aus dem sich zahlreiche flache Motus erheben.

### Mangarevainseln
Die im Zentrum der Gruppe gelegene, acht Kilometer lange und im Durchschnitt eineinhalb Kilometer breite Hauptinsel Mangareva ist vulkanischen Ursprungs. Die höchste Erhebung ist der Mont Duff mit 440 Metern im Süden der Insel. Flüsse und Bäche gibt es nicht, zur Wasserversorgung dient in Zisternen gesammeltes Regenwasser.
Von den insgesamt 450 km² Gesamtfläche des Atolls sind nur 31 km² Land. Davon entfallen 18 km² auf die Hauptinsel Mangareva.
Vier Inseln sind bewohnt (Volkszählung 2012):
1. Mangareva (1239, Hauptort Rikitea, weitere Distrikte Kirimiro, Gatavake, Atituiti, Akaputu, Taku)
2. Aukena (40, historischer Ort Purirau, aktuelle Siedlung nicht an gleicher Stelle)
3. Akamaru (22, historischer Ort Tokani, aktuelle Siedlung nicht an gleicher Stelle)
4. Taravai (9, historischer Ort Agonoko)

Weitere vulkanische Inseln innerhalb des Riffes sind:
- Agakauitai
- Kamaka (zur Volkszählung 2002 noch vier Einwohner)
- Makaroa
- Mekiro
- Manui
- Makapu

Weitere Inseln innerhalb des Riffes sind:
- Atumata
- Manui
- Motu-o-ari
- Motu Teiku
- Rumarei
- Teohootepohatu
- Tepu-Nui

Zahlreiche weitere Motus liegen – wie bei Atollen üblich – auf dem Riff, besonders im Norden und Osten, darunter die langgestreckte Insel Totegegie mit dem Flughafen. An der westlichen Ecke des Saumriffes liegt die winzige Tokorua-Gruppe.
Größte Ansiedlung ist das Dorf Rikitea im Südosten der Hauptinsel Mangareva mit 511 Einwohnern, mehrheitlich polynesischen Ursprungs. Haupteinnahmequelle ist heute die Zucht der schwarzlippigen Perlmuschel (Pinctada margaritifera cumingi) zur Gewinnung schwarzer Perlen. Der Handel mit schwarzen Perlen wird überwiegend von Hongkong-Chinesen kontrolliert. Als Folge der Perlenzucht haben sich Chinesen, Europäer und Japaner auf den Inseln angesiedelt.

### Weitere Inseln
Geographisch gehört zu den Gambierinseln auch das unbewohnte Atoll Temoe etwa 50 km südöstlich von Mangareva.
Noch weiter östlich befinden sich zwei untermeerische Korallenriffe:
- Die Portland-Bank liegt 27 km südöstlich von Temoe. Sie erstreckt sich über eine Fläche von 8 km² und hat eine geringste Tiefe von 8,8 Metern.
- Das Minerve-Riff (auch: Ebril-Riff) liegt 137 km nordöstlich von Mangareva. Es erstreckt sich über eine Fläche von rund 240 km² und weist eine geringste Tiefe von 14 Metern auf.

## Geologie
Die Gambierinseln sind aus einem Hot Spot unter der Pazifischen Platte entstanden, die sich mit einer Geschwindigkeit von 12,5 cm pro Jahr in Richtung Nordwesten bewegt. Sie sind Bestandteil eines Atolls, das vor 5,6 bis 5,7 Mill. Jahren entstanden ist. Die Zentralinsel ist bereits teilweise versunken, sodass die ehemaligen Teile des Kraterrandes noch als Inseln aus magmatischen Gesteinen aus dem Wasser ragen. An der Lage der Inseln in der Lagune lässt sich die längst versunkene Caldera noch erahnen. Die gesamte Gruppe sitzt einer untermeerischen Erhebung auf, die im Süden und Osten relativ schnell versinkt, sodass das 65 km lange Saumriff nur noch an drei Seiten über die Wasseroberfläche ragt. Daraus erheben sich zahlreiche niedrige Motus, die aus Korallensand und -trümmern bestehen, nur wenig über die Meeresoberfläche.

## Klima
Die Temperatur beträgt im Jahresmittel 23 °C, wobei sich die Monate nur unwesentlich unterscheiden. Im Jahr fallen durchschnittlich 1700 mm Regen (zum Vergleich: Köln 700 mm). Die regenreichsten Monate sind Oktober und November. Es gibt keine ausgeprägten Jahreszeiten.

## Flora und Fauna
Die Vulkaninseln sind mit einer üppigen, tropischen Vegetation bedeckt. Die windabgewandte Seite des Mt. Duff ist trockenes Grasland.
Die Koralleninseln des Saumriffes sind wegen des wenig fruchtbaren Bodens artenarm. Hier gedeihen überwiegend Kokospalmen, die wirtschaftlich für eine kleine Kopra-Produktion genutzt werden.
Die artenarme Fauna der Koralleninseln beschränkt sich auf Vögel, Insekten und Eidechsen. Umso artenreicher ist die Tierwelt unter Wasser. Alle Arten von Korallenfischen machen die Lagune zu einem Taucherparadies.

## Geschichte
Der Ethnologe Kenneth P. Emory vom Bishop-Museum in Honolulu nahm an, dass die Gambierinseln, ebenso wie die anderen ostpolynesischen Inseln, von den Marquesas aus besiedelt wurden. Inzwischen wird aber eher eine von den Gesellschaftsinseln ausgehende Besiedlung, etwa um 1000 n. Chr., angenommen.
Es liegen archäologische Befunde dafür vor, dass die Inseln Mangareva, Taravai, Agakauitai, Akamaru, Aukena und Kamaka in protohistorischer Zeit von Polynesiern besiedelt waren. Die Gesellschaftsform war eine streng stratifizierte Stammesgesellschaft, die sich in ständigen Kriegen der Clans untereinander aufrieb, in der zeitweilige Nahrungsknappheit bestand und in der Kannibalismus nicht unbekannt war. Es gibt Hinweise, dass kurz vor der europäischen Einflussnahme ein Umbruch im Gange war, der zu Aufruhr und Bürgerkrieg zwischen den Gesellschaftsschichten führte. Diese Konflikte dürften die Eroberung der Inselgruppe durch König Pomaré II. von Tahiti zu Beginn des 19. Jahrhunderts wesentlich erleichtert haben. Bis zur zweiten Hälfte des 19. Jahrhunderts blieb der Archipel im Einflussbereich der Königs-Dynastie Pomaré von Tahiti.
Für Europa entdeckt hat die Gambierinseln 1797 James Wilson, Kapitän des Schiffes Duff der London Missionary Society, das von Großbritannien aus zur Missionierung auf Tahiti, Tonga und den Marquesas aufgebrochen war. Er benannte die Inseln nach seinem Vorbild, dem Hugenotten James Gambier, der die Expedition finanziell unterstützt hatte.
1825 erreichte der Brite Frederick William Beechey mit seinem Schiff HMS Blossom die Gambierinseln während einer ausgedehnten Forschungsreise in den Pazifik und das arktische Nordamerika. Er schildert die Einwohner als sehr freundlich, jedoch diebisch veranlagt und beschreibt sie wie folgt:

„Die Eingeborenen waren groß und von schöner Gestalt, mit dickem, schwarzem Haar und Bärten und überall tätowiert … Sie hatten keine anderen Waffen als lange Keulen und waren ganz nackt, mit Ausnahme eines in Streifen geschnittenen Bananenblattes, das sie sich um die Hüften gebunden hatten. Ein oder zwei Männer trugen weiße Turbane.“

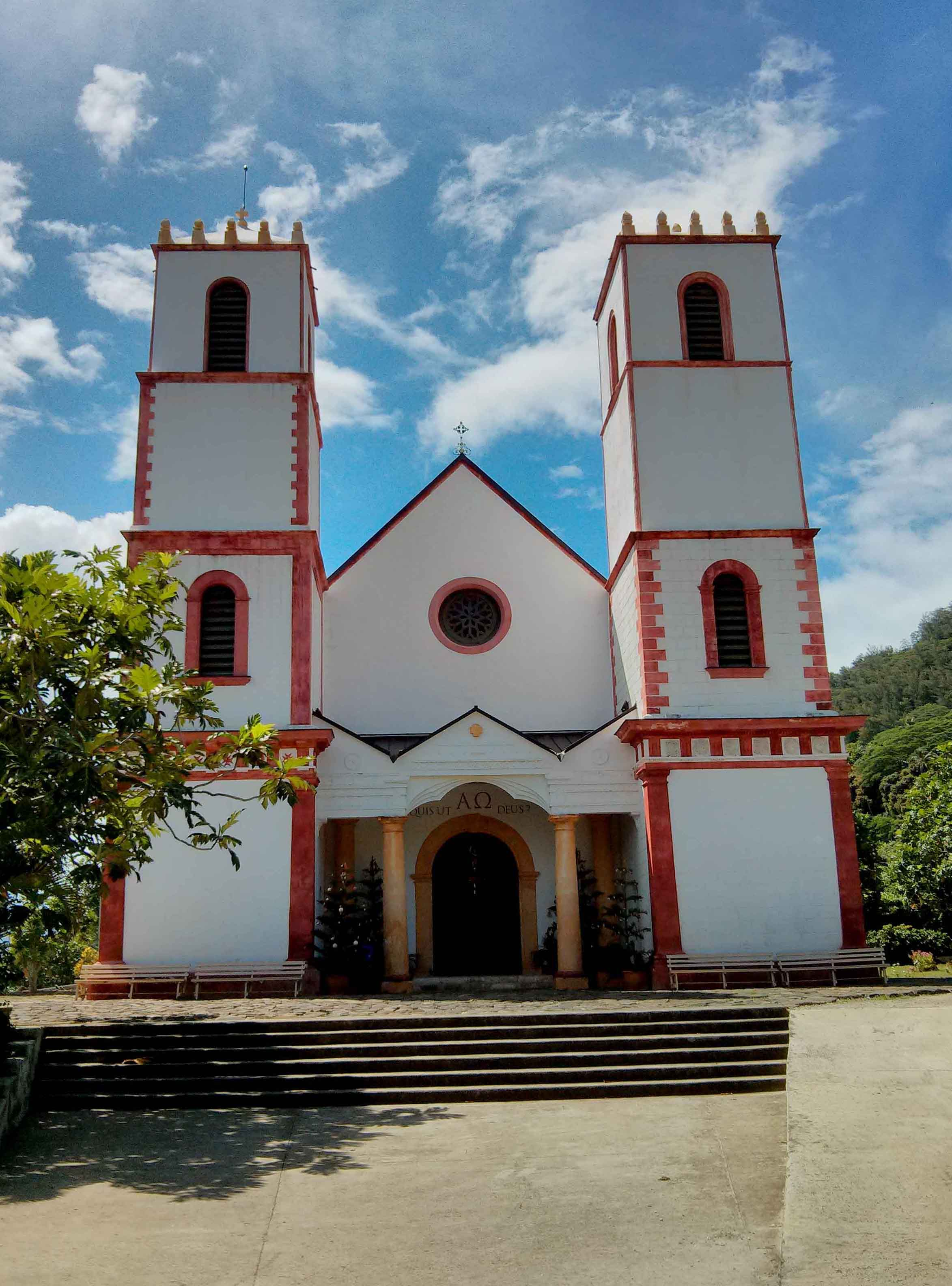
Die „Südseekathedrale“ auf Mangareva, eines der Bauprojekte von Pater Laval

Mit der Ausweitung des französischen Einflussbereiches im Südpazifik begann auch die katholische Missionierung in Polynesien. Die Gambierinseln gehörten zu den wenigen Inseln, deren Bewohner nicht bereits von der Londoner Missionsgesellschaft (London Missionary Society) bekehrt worden waren. 1834 kamen die Patres Honoré Laval und François d’Assise Caret des erst 1800 gegründeten Ordens „Pères et religieuses des Sacrés-Cœurs de Picpus“ (kurz: Picpusiens) mit dem Schiff Peruviana auf der Insel Akamaru an. Zunächst leistete König Maputeoa, der letzte König von Mangareva, Widerstand, aber nachdem er die Genesung von einer schweren Krankheit dem neuen Gott zuschrieb, geriet er mehr und mehr unter den Einfluss der christlichen Missionare und ließ sich 1836 taufen. Zuerst mit Duldung und später mit aktiver Unterstützung des Herrschers entfalteten die Picpusiens ein umfangreiches Entwicklungsprogramm für die Inseln. Dazu gehörten eine umfangreiche Bautätigkeit mit zahlreichen Kirchen- und anderen öffentlichen Bauten auf allen Inseln, der Anbau und die Verarbeitung von Baumwolle, die Perlen- und Perlmuttfischerei (die dem Orden beträchtlichen Wohlstand bescherte) sowie die Anlage von Plantagen und Nutzgärten. Zahlreiche Arbeitskräfte wurden von Mangreva nach Tahiti verschifft, um 1856 die Kathedrale von Papeete zu errichten.
Die zwangsweise Verpflichtung der Arbeitskräfte für die Großprojekte entvölkerte die kleineren Gambierinseln und führte zu Hungersnöten, da die tägliche Nahrungsbeschaffung vernachlässigt wurde. Dies und die Verbreitung von bisher unbekannten Infektionskrankheiten hatte Verelendung und einen drastischen Bevölkerungsrückgang zur Folge. Andererseits unterdrückten die Missionare die ständigen Stammeskriege sowie die Menschenopfer und bekämpften den Kannibalismus.
Der französische Gouverneur von Tahiti sah dem Treiben des Paters Laval lange Jahre tatenlos zu. Erst als sich Beschwerden von Geschäftsleuten und Handelsschiffern häuften, schritt er ein. Père Laval musste auf Geheiß des Bischofs von Tahiti, Florentin Etienne „Tepano“ Jaussen, 1871 Mangareva verlassen. Er starb arm und verbittert am 1. November 1880 und wurde auf Tahiti begraben.
1881 übernahm Frankreich die Verwaltung der Inseln. Heute sind sie Teil des Überseeterritoriums Französisch-Polynesien.

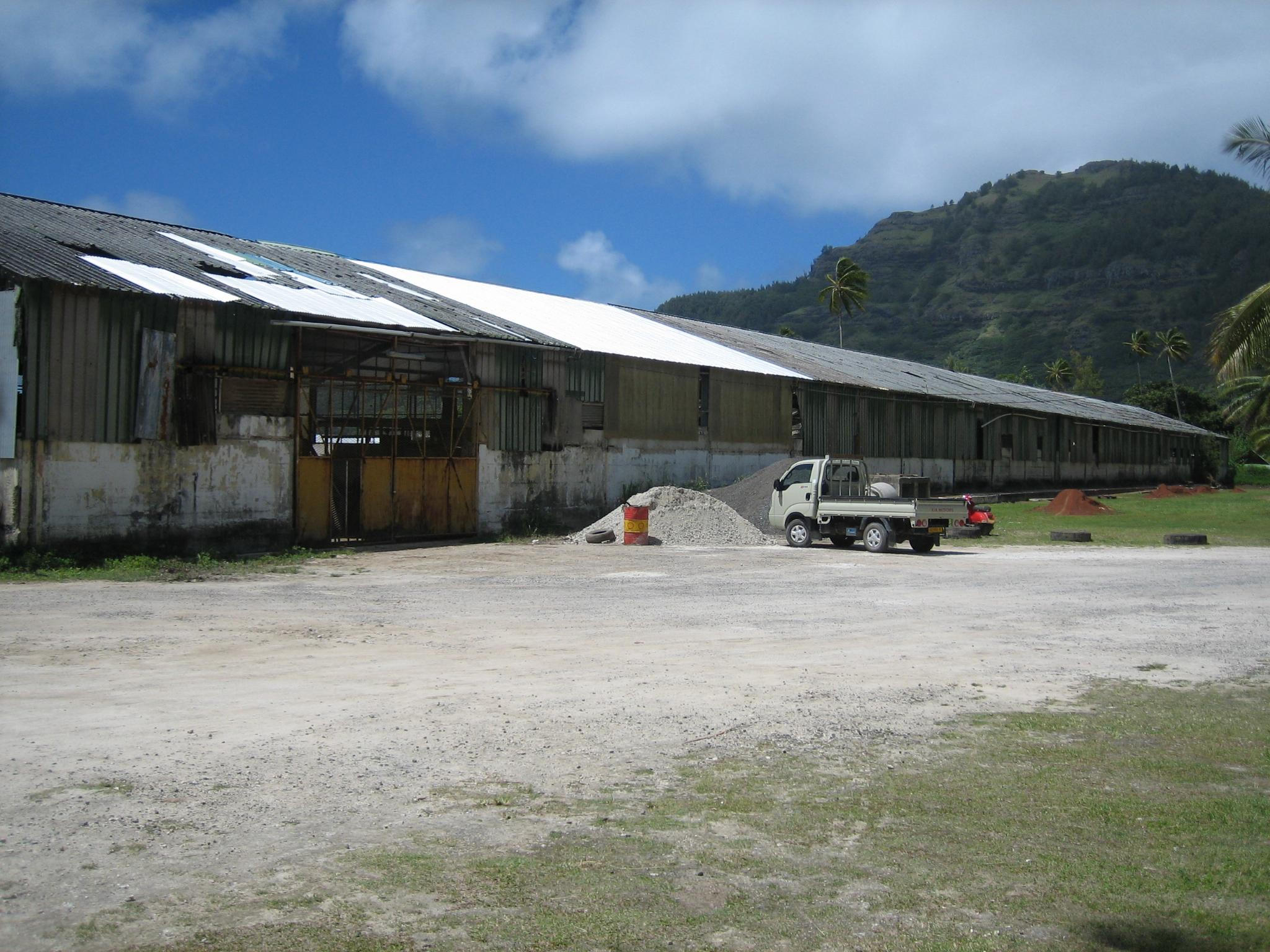
„Bunker“-Anlage auf Mangareva

Die Stationierung des Militärpersonals auf den Gambierinseln für die französischen Kernwaffenversuche auf dem etwa 400 km entfernten Mururoa-Atoll führte in den 1960er bis 1980er Jahren zu einem vorübergehenden wirtschaftlichen Aufschwung. Die 2000 Meter messende, heute zivil genutzte Landebahn auf dem Motu Totegegie vor Mangareva (ICAO ID: NTGY; ebenso lang wie die des Flughafens Dortmund) wurde 1967/68 von der französischen Luftwaffe gebaut.
Die Versuche hatten vermutlich auch unangenehme Begleiterscheinungen. Der radioaktive Fallout führte wahrscheinlich zu einer erhöhten Krebsrate bei den Bewohnern der Gambierinseln. Daten dazu wurden zwar erhoben, blieben aber bisher unter Verschluss. Auf Mangareva baute das französische Militär einen bunkerähnlichen Unterstand, in dem sich die Einwohner bei den Kernwaffenversuchen in Sicherheit bringen sollten. Der Bunker steht noch heute. Bis zum Ende der 1980er Jahre konnten die Gambierinseln nur mit einer Sondergenehmigung der französischen Militärbehörde besucht werden.

## Kunst und Kultur

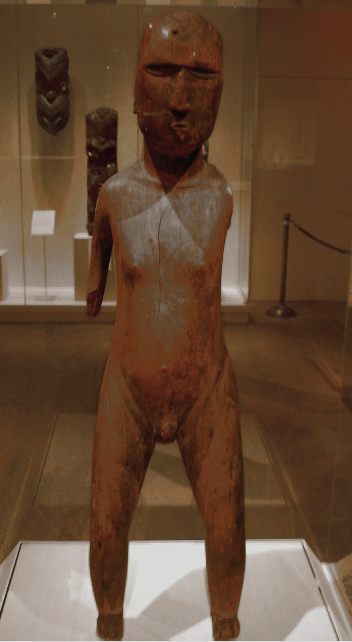
Statue des Gottes Rogo im Metropolitan Museum New York

Über Kunst und Kultur der Gambierinseln vor der Einflussnahme durch die Europäer ist nur wenig bekannt. Ethnologische Untersuchungen auf wissenschaftlicher Basis konnten nicht stattfinden, da die Kunstwerke von den Missionaren in kürzester Zeit nahezu vollständig vernichtet wurden. Pater Laval rühmte sich, an einem einzigen Tag 40 hölzerne Idole verbrannt zu haben. Die spärlichen Informationen, die von der Religion und dem Kult der Gambierinseln überliefert sind, stammen überwiegend aus Briefen der Missionare an ihre Ordensoberen. Ob sie objektiv sind, mag bezweifelt werden.
Leutnant Belcher von der Beechey-Expedition hatte noch Gelegenheit, eine Kultstätte auf der Insel Mangareva zu besuchen. Er beschreibt sie als:

„Eine strohgedeckte Hütte, zwanzig Fuß lang, zehn Fuß breit und sieben Fuß hoch enthielt die Götzenbilder. Vor dem Bauwerk war ein Raum von zwanzig Quadratfuß mit behauenen Korallenblöcken gepflastert und mit Randsteinen eingefasst. Im Innern der Hütte war eine Abgrenzung von drei Fuß Höhe über die ganze Länge in dessen Mitte ein drei Fuß hohes fein geschnitztes und poliertes Götzenbild stand. Die Augenbrauen, nicht jedoch die Augen selbst waren ausgeformt und aus der Art und Weise, wie die Figur geschnitzt war, war zu schließen, dass keine Rücksicht auf die menschliche Anatomie genommen worden war. Das Idol war in aufrechter Stellung positioniert und mit den Extremitäten an der Hüttenwand befestigt. Kopf und Lenden waren mit einem Stück weißem Stoff festgebunden und die Füße steckten in einer wassergefüllten Kalebasse. Neben dem Idol waren verschiedene Paddel, Matten, Seilrollen und Kleidungsstücke angeordnet, offensichtlich Geschenke an die Gottheit. An jeder Seite des Götzenbildes waren dreiarmige, geschnitzte Ständer aufgestellt, auf denen verschiedene Gegenstände präsentiert waren, so zum Beispiel verzierte Kokosnussschalen, und Bambusstücke, die möglicherweise Musikinstrumente darstellen sollten.“

Weltweit sind nur noch acht Kunstwerke der Gambierinseln aus der voreuropäischen Zeit erhalten, darunter eine geschnitzte Gottheit in der Art wie sie Beechey im obigen Text beschreibt im Musée national des Arts d’Afrique et d’Océanie in Paris. Die etwa einen Meter große, nur entfernt menschenähnliche Holzfigur stellt den Gott Rao dar, nach der Beschreibung von Pater Caret angeblich der „Gott der Untugend“, die drittwichtigste Gottheit im Pantheon von Mangereva. Im Musée de l’Homme in Paris ist ein vierarmiger Ständer – wie im oben stehenden Textausschnitt ebenfalls beschrieben – ausgestellt. Von einer weiteren, ca. einen Meter großen, naturalistisch gestalteten Statue im Metropolitan Museum of Art in New York City vermutet man, dass sie den Gott Rogo darstellt, den sechsten Sohn von Tagaroa und Haumea, den mythischen Begründern von Mangareva. Rogo war die Gottheit des Friedens und der Gastfreundschaft und offenbarte sich als Regenbogen. Seine Verehrung war mit dem Anbau von Kurkuma verbunden.

## Wirtschaft
Die Bewohner sind Selbstversorger. Angebaut werden Yams, Taro und Brotfrucht, sowie alle Arten von tropischen Früchten, sowie in kleinerem Umfang für den Export Kaffee. Lebensgrundlage sind außerdem der Fischfang, Schweine- und Hühnerzucht.
Auf Aukena und anderen Inseln werden schwarze Perlen gezüchtet.

## Politik und Verwaltung

Flagge

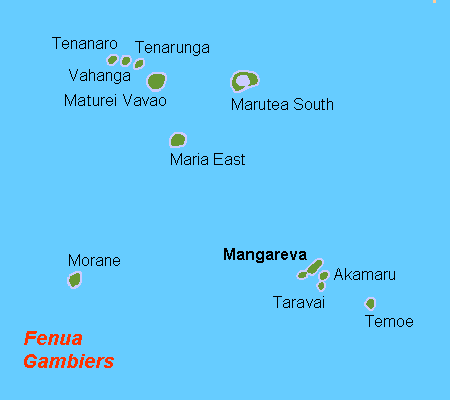
Inseln und Atolle der Gemeinde Gambier

Politisch gehören die Gambierinseln zu Französisch-Polynesien. Sie bilden eine von 17 Gemeinden (Commune des Gambier), die von einer Unterabteilung (Subdivision administrative des Tuamotu-Gambier) des Hochkommissariats von Französisch-Polynesien (Haut-commissariat de la République en Polynésie française) in Papeete auf Tahiti verwaltet werden. Zur Gemeinde Gambier gehören neben den Gambierinseln im geographischen Sinn (d. h. einschließlich der Atolle Gambier und Temoe) noch folgende Atolle im Südosten des Tuamotu-Archipels:
- Atoll de Maturei Vavao
- Atoll de Tenararo
- Atoll de Tenarunga (oder Tenania)
- Atoll de Vahanga
- Atoll de Maria
- Atoll de Marutea Sud
- Atoll de Morane

Die Gemeinde Gambier hat insgesamt 1421 Einwohner, die Bevölkerungsdichte beträgt 43 Ew./km².
Amtssprache ist Französisch. Währung ist (noch) der an den Euro gebundene CFP-Franc. Der Verwaltungshaushalt der Gambierinseln wird wesentlich mit Mitteln aus Frankreich und der EU subventioniert.
Hauptinsel ist Mangareva, auf der sich jedoch nur der Sitz der örtlichen Verwaltung befindet.